# Rygeforbud
|  | Sammenskrivningsforslag Artiklen Rygeforbud er foreslået føjet ind i Tobaksrygning. (Siden april 2015) Diskutér forslaget |

 Denne artikel omhandler overvejende eller alene danske forhold. Hjælp gerne med at gøre artiklen mere almen.
Rygeforbud betegner en offentlig eller privat regulering eller indskrænkning i enkeltpersoners muligheder for at ryge på offentlige og/eller private områder.
Hensigten er først og fremmest den, at forbuddet eller begrænsningen af rygning skal forebygge de sundhedsskadelige effekter af passiv rygning, og forhindre at nogen ufrivilligt udsættes for passiv rygning.
Gennemførelsen af den danske lov om røgfri miljøer, der trådte i kraft den 15. august 2007 er den hidtil mest omfattende danske lovgivning på området.
Christian 4. syntes ikke, han kunne forbyde rygning generelt i Danmark, skønt med tanke på brandfaren forbød han rygning om bord i orlogsskibene. I stedet holdt orlogsgaster og officerer sig med snus på hundevagterne. Derimod forbød Christian 4. rygning i Norge. I 1632 skrev han i Aabent Brev om Tubaksdrikken i Norge, at "eftersom os underdanigst andrages den store Skade, som Tubaksdrikken Undersaatterne udi vort Riige Norge tilføier, da haver Vi naadigst for godt anseet dets Indførsel at forbyde..." Forbuddet varede i 11 år, men smugleri fik majestæten til at ændre loven, så forbuddet blev erstattet af høje afgifter.